# 哈罗德·迈纳
哈罗德·戴维·迈纳（英語：Harold David Miner，1971年5月5日—），美国NBA联盟职业篮球运动员。他在1992年的NBA选秀中第1轮第12顺位被迈阿密热火选中。